# 제131기갑사단 첸타우로
제131기갑사단 "첸타우로"(이탈리아어: 131ª Divisione corazzata "Centauro")는 제2차 세계 대전에 참전한 이탈리아 육군의 기갑사단이다.
1939년 알바니아, 그리스, 북아프리카를 거점으로 하는 기갑사단으로 창설되었으며 이탈리아의 알바니아 침공, 그리스-이탈리아 전쟁, 유고슬라비아 침공, 카세린 협곡 전투, 엘 게타르 전투에 참전했다. 1943년 이탈리아가 연합국에게 항복을 선언하면서 해체되었다.

## 부대 편성
- 제31전차연대
  - 제13기갑대대
  - 제14기갑대대
  - 제15기갑대대
- 제5베르살리에리
  - 제14차량화대대
  - 제22차량화대대
  - 제24베르살리에리차량화대대
- 제131포병연대
  - 제22차량화보병지원대대
  - 제31차량화공병대대
  - 제차량화대전차대대
  - 제장갑대대
  - 제5오토바이저격대대